# Palacio de la Prensa
Il Palacio de la Prensa è un edificio rivestito di mattoni che si trova a Madrid, nella Gran Vía nei pressi della Plaza del Callao.

## Storia
L'edificio è stato progettato da Pedro Muguruza su commissione della Asociación de la Prensa de Madrid  (in italiano Associazione della stampa di Madrid) per essere il quartier generale dell'associazione. Il progetto era stato curato da Pedro Muguruza e l'edificio era destinato ad un uso misto, comprendente appartamenti in affitto, uffici, un cinema e una sala da concerto.
I lavori di costruzione iniziarono nel 1924, anche se la prima pietra venne posata da Alfonso XIII l'11 luglio 1925, e terminarono nel 1938. L'edificio, costato 8 milioni di pesetas, venne quindi inaugurato nell'aprile del 1930 e, con i suoi 58 metri e 16 piani, divenne il primo grattacielo della capitale, anche se fu rapidamente superato dall'Edificio Telefónica.
Dopo aver ipotecato l'edificio a causa degli ingenti debiti accumulati durante la dittatura franchista, l'APM decise di trasferire la propria sede in un piccolo palazzo nel quartiere di Salamanca e dal 2009 al 2015 due piani dell'edificio hanno ospitato la sede della sezione regionale del PSOE.
Nel 2017 l'edificio è stato dichiarato Bien de Interés Patrimonial dal governo regionale.